# Zell, Luzern
Zell är en ort och kommun i distriktet Willisau i kantonen Luzern, Schweiz. Kommunen har 2 162 invånare (2023).